# كومك ألايف الشهرية
كومك ألايف الشهرية (باليابانية: 月刊コミックアライブ، بالروماجي: گِيكان كومِيكو أرايبو) هي مجلة مانغا سينن يابانية تنشر من قِبَل ميديا فاكتوري. تم إصدار أول إصدار في ‌يونيو 2006.

## المانغا التي تُسلسَل حالياً في المجلة
- نون نون بيوري
- ري:زيرو - بدء الحياة في عالم أخر

## وصلات خارجية
الموقع الرسمي